# Lisol
Lisol é uma emulsão formada por cresóis em solução aquosa de sabão formado a partir de hidróxido de potássio e óleo de linhaça. Possui propriedades desinfetantes e antissépticas, de onde sua aplicação. O nome deriva da palavra lysis, que significa dissolução.
A ação antibacteriana é baseada na combinação dos cresóis com a proteína celular das bactérias, causando desnaturação. A ação de limpeza é dada pelo conteúdo de sabão. Diferencia-se da creolina pela concentração em cresóis de 50%, enquanto aquela limita-se a 10%, e é uma solução alcalina aquosa de cresóis. Seu uso é recomendado na desinfecção de instalações sanitárias, esgotos e pisos.